# Simbach am Inn

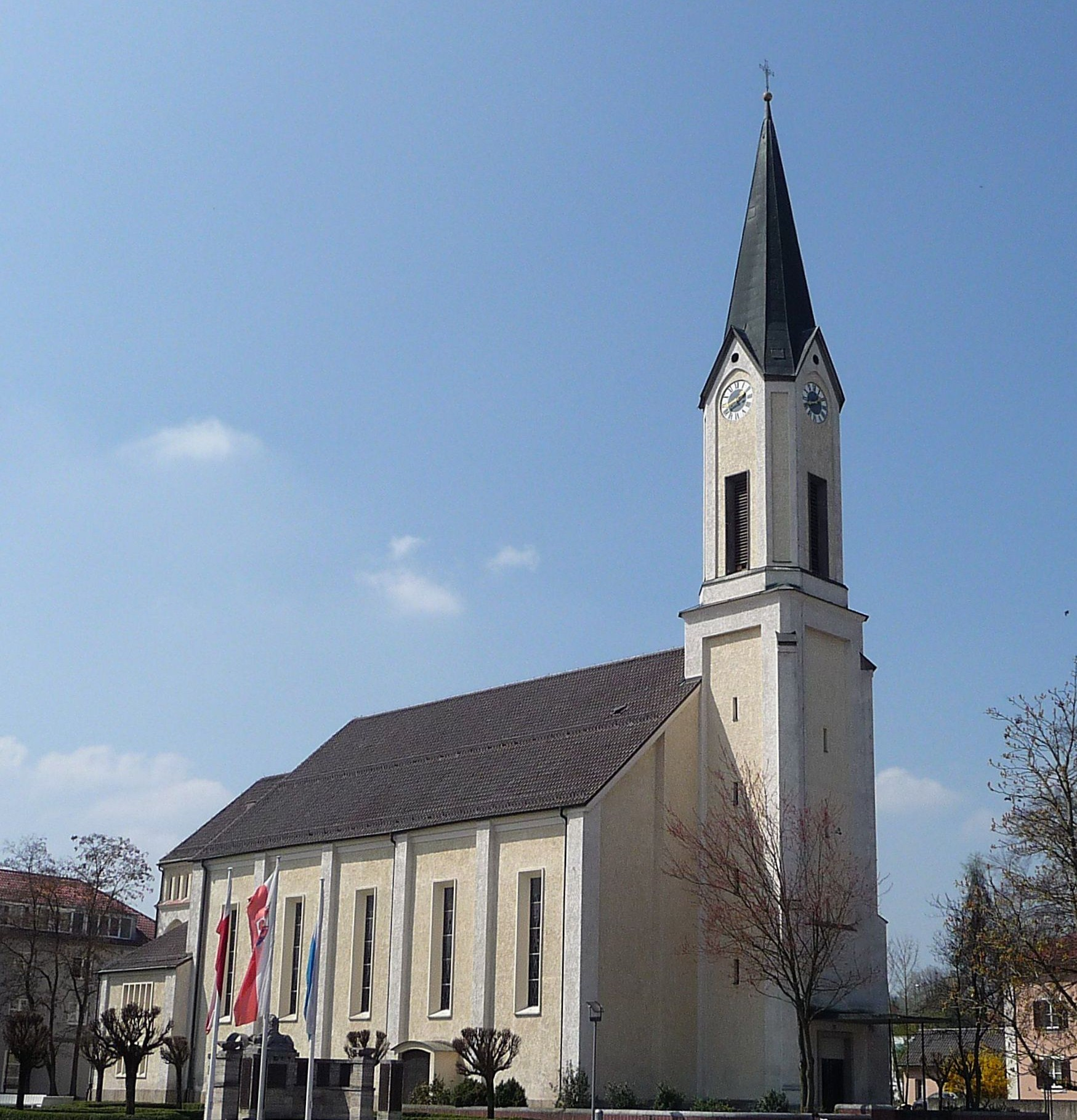
Simbach am Inn

Simbach am Inn este un oraș din Bavaria Inferioară, landul Bavaria, Germania.